# Maldifassi Shoal
Maldifassi Shoal (spanisch Bajo Maldifassi) ist eine Untiefe im Archipel der Südlichen Shetlandinseln. In der Discovery Bay von Greenwich Island liegt sie 320 m westlich der Skarmeta Rocks und nördlich des Ferrer Point in einer Wassertiefe von 7 m unter dem Meeresspiegel. Sie besteht aus Felsen, die bei niedriger Tide trockenfallen.
Wissenschaftler der 2. Chilenischen Antarktisexpedition (1947–1948) kartierten und benannten sie. Namensgeber ist Oreste Maldifassi T., ein Expeditionsteilnehmer. Das UK Antarctic Place-Names Committee übertrug diese Benennung 2004 ins Englische.